# Паисий Хилендарски
Паисий пренасочва насам.  За други значения вижте Паисий (пояснение).
Паисий Хилендарски, често наричан още Отец Паисий, e български народен будител, духовник и светия, автор на „История славянобългарска“. Изразените в труда му идеи за национално възраждане и освобождение на българския народ карат много учени да го сочат за основоположник на Българското възраждане. Канонизиран е за светец с писмен акт на Светия синод на Българската православна църква през 1962 година и паметта му се отбелязва на 19 юни.

## Биография

### Произход и образование
Информация за живота на Паисий Хилендарски имаме от автобиографичните му бележки в „История славянобългарска“, вписванията в хилендарските кондики и някои писма. Роден е през 1722 година (казва се, че завършва „История славянобългарска“ 40-годишен) в Самоковската епархия със светско име Пенко или Петър. За родното си място самият той пише в „История славянобългарска“: „и пришедъша ва Светые гори Афонскые у епархiи Самоковскые въ лѣто 1745“ („дошъл в Света гора Атонска от Самоковска епархия в 1745 година“).
Има сведения и предания, които насочват и поставят родното място на Паисий в едно или друго населено място – Доспей, Рельово, Белово, Кралев дол, Банско. Въпреки това, версията, че Паисий е от Банско преобладава. В своя статия от април 1912 година, в навечерието на Балканската война, бившият митрополит Теодосий Скопски пръв говори за вероятен произход на Паисий от Банско, по това време все още намиращ се под османска власт. Хипотезата му придобива широка популярност и утвърждава възгледа сред българската общественост за Македония като „люлка на Българското възраждане“. Като водещо се има мнението на Йордан Иванов, че Паисий бил роден в Банско, в семейството на търговеца Билю Баанов, а по-малкият[източник? (Поискан преди 9 дни)] му полу[източник? (Поискан преди 45 дни)] брат Хаджи Вълчо продължил бащината дейност и станал също известен ктитор и покровител на църквите в региона и особено на Хилендар и Зограф. Тезата за произхода му от Банско не получава потвърждение в някои стари изследвания по този въпрос.
Паисий Хилендарски не получава системно образование, но през 1745 г. се замонашва в Хилендарския манастир, където брат му Лаврентий е игумен и където по-късно самият Паисий става йеромонах и проигумен. По това време Хилендар имал статута на сръбски манастир, но поради местоположението му по-голямата част от монасите в него били българи от Македония. През 1758 г. пътува до Сремски Карловци като таксидиот, където се запознава с исторически съчинения и средновековни източници за българската история, които му послужват за написването на основния труд. „История славянобългарска“ е завършена през 1762 г. в Зографския манастир, след като Паисий напуска Хилендарския манастир заради раздор с останалите монаси. При обиколките си из българските земи като таксидиот носи своя исторически труд, за да бъде преписван и разпространяван сред българите.
Предполага се, че е починал през 1773 г. на път за Света гора в манастир в селището Амбелино (днес „Св. Георги“ – квартал на Асеновград). Близо до църквата Свети Никола в Самоков е открит гроб, в който е намерен медальон с изписано името Паисий. Тази находка, заедно с бележката от кондиката на Хилендарския манастир от 3 юли 1798 г. правят този гроб основен претендент за мястото, където е намерил последен покой Паисий Хилендарски.

### Влияния и значимост
„Историята“ на Паисий Хилендарски е значително повлияна от исторически съчинения като руските преводи на „Деяния церковная и гражданская“ на венецианския кардинал Цезар Бароний и „Книга историография“ („Царството на славяните“) на дубровнишкия абат Мавро Орбини, привърженик на крайния илиризъм, който Паисий критикува. За написването ѝ е ползвал още исторически извори от манастирските библиотеки в Атон и Сремски Карловци. Също Зографската грамота на цар Иван Александър, Рилската грамота на цар Иван Шишман и редица други, които днес са безвъзвратно загубени. Познавал е и съчиненията на патриарх Евтимий Търновски („Житие на св. Иван Рилски“, „Житие на св. Петка Търновска“ и др.), а също и житията на светците Гавриил Лесновски, Иларион Мъгленски, Ангел Битолски и др. Ползвал и известните жития и легенди, свързани с дейността на св. св. Кирил и Методий и техните ученици.
Паисий се стреми да събуди народностното съзнание на българите, да им внуши, че имат основания за високо национално самочувствие. Високомерието на сръбските и гръцките монаси и пренебрежението им към българите и всичко българско, което водело след себе си и заплахата от пълна асимилиация и изчезване на българския род също било водещ мотив за написването. Важни аргументи са дейността на славянските първоапостоли Константин-Кирил Философ и Методий, политическото и културното процъфтяване на средновековната българска държава и видните ѝ владетели. Създаването на „История славянобългарска“ може да се смята за начало на Българското възраждане. Паисий е първият автор, който очертал етническата територия на българската нация, която според него обхващала земите на Мизия, Тракия, Македония и Поморавието. Известни са близо седемдесет преписа на историята. Първият препис е на Софроний Врачански при посещението му в Котел (1765 г.), а първото печатно издание на книгата е направено през 1844 г. под заглавие „Царственик“ след съществено редактиране от Христаки Павлович, което се смята за един от първите учебници по българска история в новооткритите светски български училища.

### Наследство
Паисий Хилендарски е сред най-почитаните дейци на Българското възраждане. Пловдивският университет, Софийската математическа гимназия и други учебни заведения в България са наречени на негово име. На името му е наречена улица „Отец Паисий“ в София (Карта).
С постановление на правителството от 28 юли 2000 г. се определя годишна Държавна награда „Св. Паисий Хилендарски“, която се присъжда за стимулиране на български творци и изпълнители на произведения, свързани с българската история и традиции.
През 2008 г. в Банско е открит мемориален музей, посветен на него.

## Вижте още
- Паметници на Паисий Хилендарски